# Martin Valfridsson
Martin Valfridsson, född 8 januari 1971, är en svensk ämbetsman.

## Utbildning
Valfridsson har juristexamen från Stockholms universitet.

## Arbetsliv
Från 2011 till 2014 var han  statssekreterare vid Justitiedepartementet under justitieminister Beatrice Ask. Han har även varit rådman vid Stockholms tingsrätt och rättsråd vid svenska representationen i Bryssel   
Valfridsson är sedan oktober 2017 anställd vid Polismyndigheten.
Han var 2015–2016 av Regeringen Löfven I utsedd nationell samordnare för utsatta EU-medborgare. 
Martin Valfridsson är sedan 1 jan 2023 av Regeringen Kristersson utsedd till chef för avdelningen för särskilda utredningar. Han är även ordförande för den europeiska sammanslutningen för internutredningar - ICIN (Internal Criminal Investigation Network).
I juni utsåg rikspolischefen Martin till förvaltningschef tillika kanslichef över rikspolischefens kansli. Rollen som förvaltningschef är nyinrättad och innebär att Martin är chef över nationella avdelningarna.

### Fotnoter
1. ↑  Regeringen och Regeringskansliet (8 december 2022). ”Ny chef för Polismyndighetens avdelning för särskilda utredningar”. Regeringskansliet. https://www.regeringen.se/pressmeddelanden/2022/12/ny-chef-for-polismyndighetens-avdelning-for-sarskilda-utredningar/. Läst 22 juli 2025.
2. ↑  Eriksson, William (5 juni 2024). ”Valfridsson lämnar SU - får ny chefsroll inom Polisen”. Dagens Juridik. Arkiverad från originalet den 6 juni 2024. http://web.archive.org/web/20240606010515/https://www.dagensjuridik.se/nyheter/valfridsson-lamnar-su-far-ny-chefsroll-inom-polisen/. Läst 22 juli 2025.